# St. Albani (Göttingen)

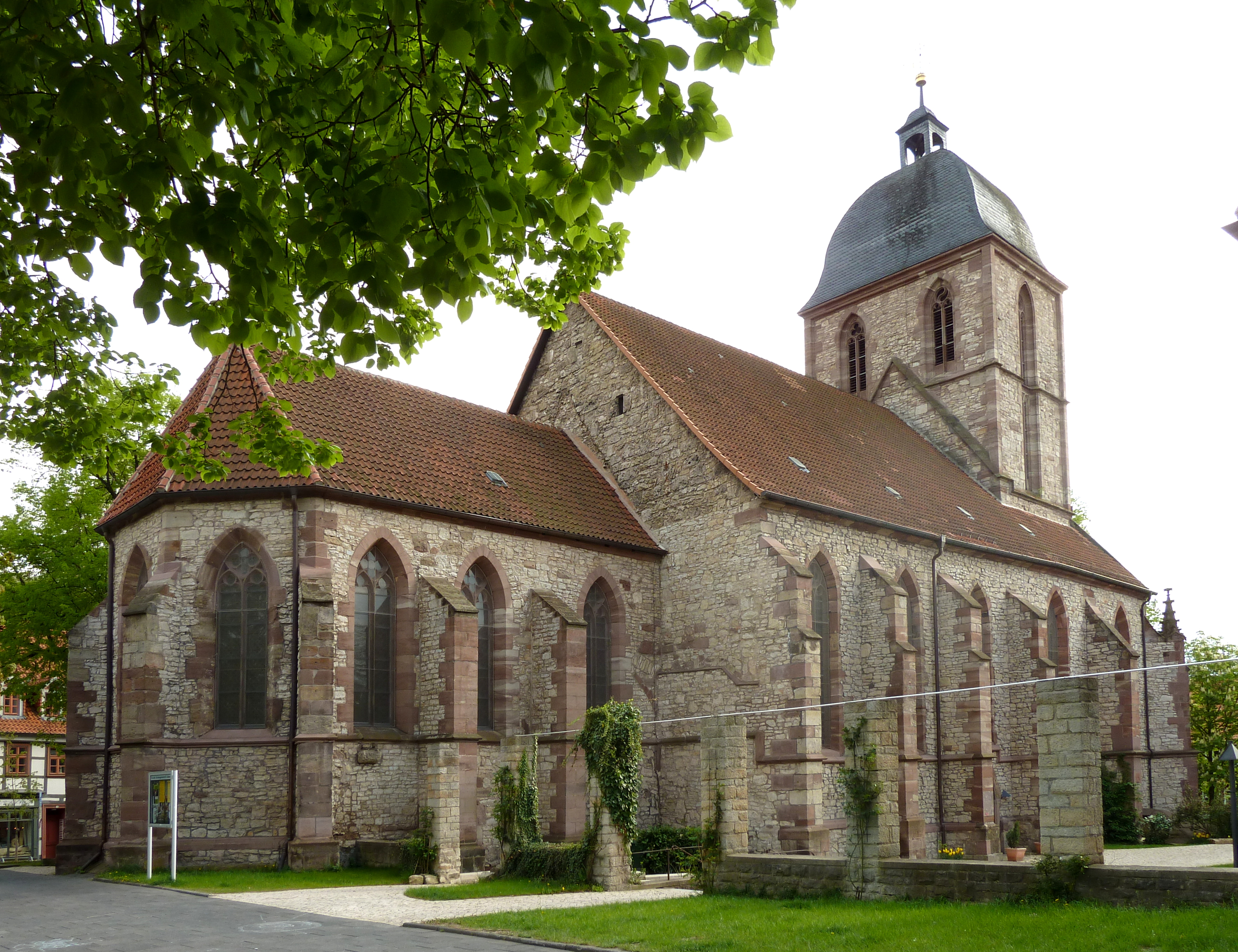
Die St.-Albani-Kirche von Nordosten

Die evangelisch-lutherische Pfarrkirche St. Albani (auch Albanikirche) ist eine dreischiffige gotische Hallenkirche in Göttingen in Niedersachsen.

## Geschichte
Der Ursprung des Kirchenstandorts ist unbekannt. Angeblich eine Stiftung Kaiser Ottos I., diente ein Vorgänger als Kirche des Dorfes Gutingi, würde also bei dessen Ersterwähnung im Jahr 953 wohl bereits vorhanden gewesen sein. Eine Legende berichtet, dass ein noch älterer Vorgängerbau sogar schon vom hl. Bonifatius geweiht wurde. Später diente St. Albani als Kirche einer kleinen und ärmlichen Gemeinde, die vor allem die Gebiete außerhalb der Stadtmauern betreute.
Die erste explizite urkundliche Erwähnung von St. Albani gibt es 1254. In diesem Jahr erwarb Herzog Albrecht I. von Braunschweig das Patronatsrecht vom Kloster Pöhlde, welches sein Nachfahre Herzog Otto der Quade mitsamt der Kirche später dem Deutschen Orden schenkte. Ein Brief, datiert auf das Jahr 1404, bezeugt den Verlust der Kirche durch den Orden. Eine weitere Urkunde des Jahres 1271 berichtet, dass für St. Albani und St. Nikolai neue Glocken gegossen seien. Hierbei muss es sich um den romanischen Vorgängerbau der Albanikirche gehandelt haben.
1376 wurde der Stadtwall errichtet. Dieser umfasst im Gegensatz zur alten Stadtmauer auch Teile des Dorfes und die Kirche, deren Apsis bereits den Wall berührte. Diese „Eingemeindung“ kann der Anstoß zum Bau der gotischen Kirche gewesen sein, die in mehreren Bau- und Sanierungsabschnitten entstanden ist.

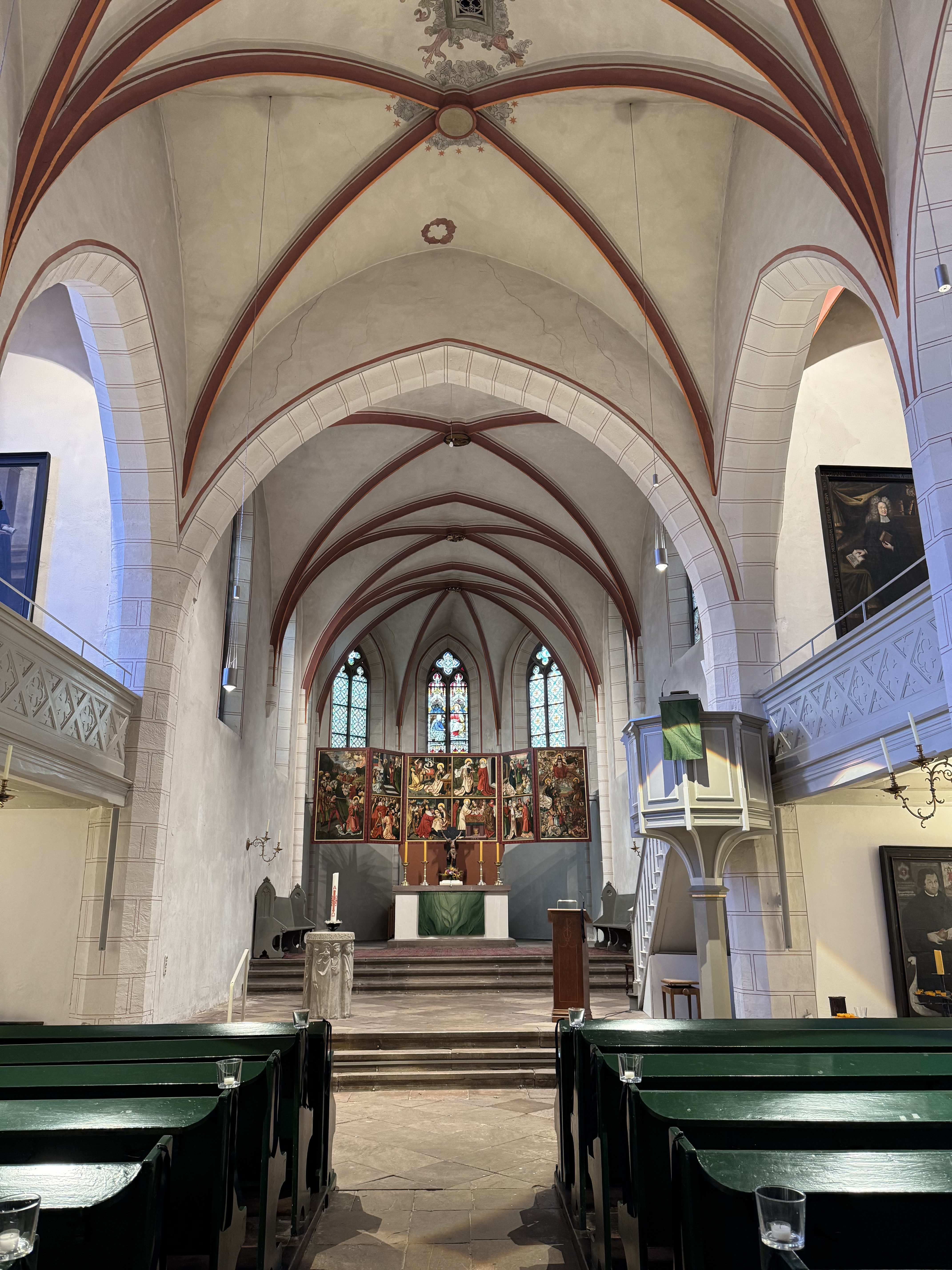
Innenraum (2025)

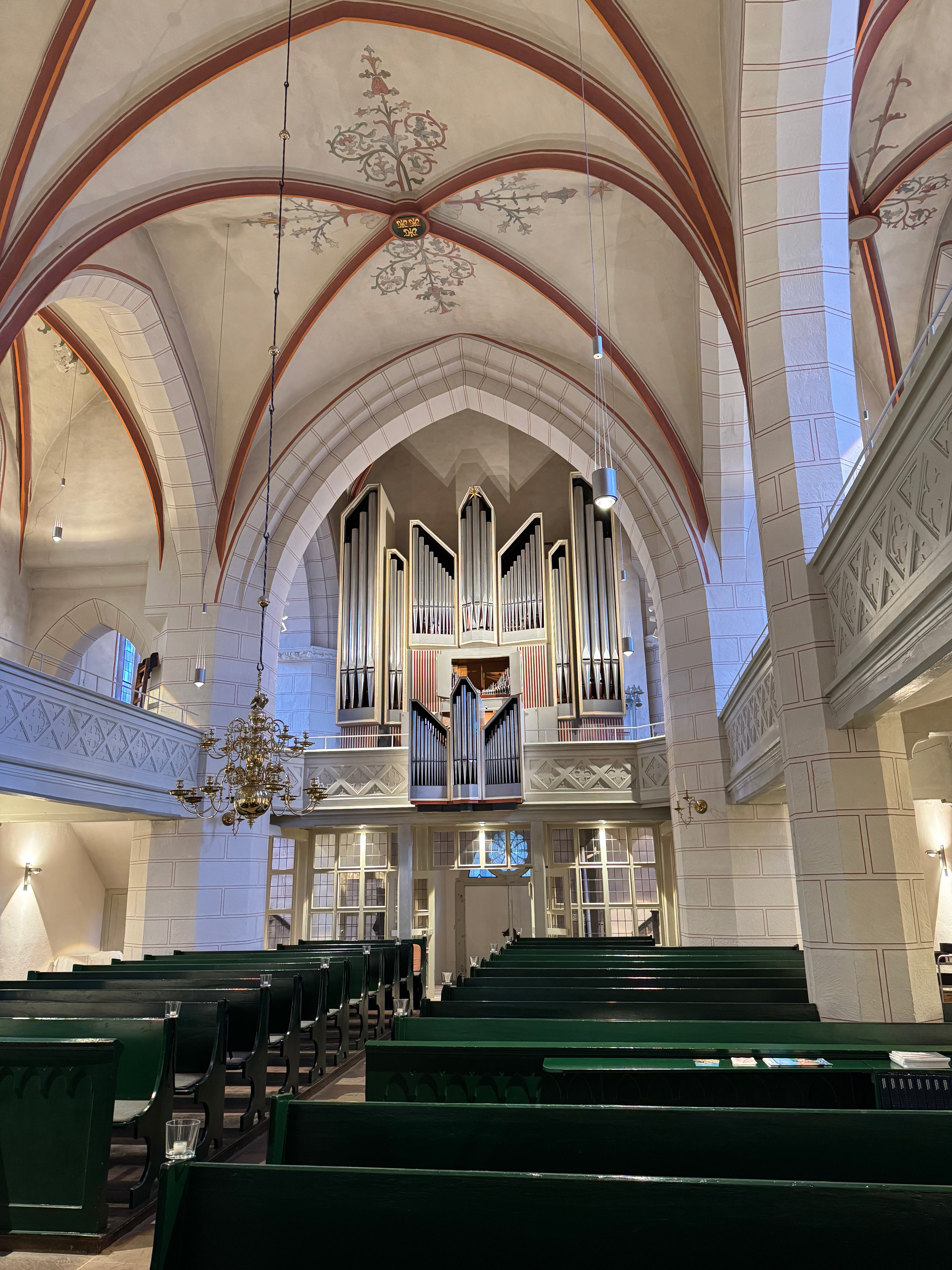
Innenansicht nach Westen

Um 1400 wurde der dreijöchige Chor mit einem 5/8-Schluss begonnen. Eine Inschrift am südwestlichen Eckpfeiler nennt das Jahr 1423. Zu diesem Zeitpunkt war der Chor wohl schon fertiggestellt und es wurde mit dem Westbau begonnen, den man im Anschluss durch das Langhaus mit dem Chor verband. Das Langhaus wurde in Form einer relativ niedrigen Staffelhalle in vier Jochen errichtet. Die Achteckpfeiler, die ohne Kapitelle auskommen und somit in die spitzbogigen Gurtbögen nahtlos übergehen, sowie die hohen Schildwände darüber den lassen optisch eine stärkere Trennung der drei Kirchenschiffe entstehen. Ab 1428 nennen Urkunden einen gewissen Jacob von Worms als Baumeister. Ein Glockenguss 1447 lässt vermuten, dass zu diesem Zeitpunkt der kubisch gestaltete Glockenturm bereits vollendet war. Diesen bekrönte zunächst ein Walmdach mit hohem Dachreiter, wie zeitgenössische Bilder der Stadt dokumentieren. 1467 wurden die Gewölbe durch Meister Jacob von Worms geschlossen und der Bau somit vollendet. Bemerkenswert hierbei sind die drei östlichen Joche des südlichen Seitenschiffs, die das einzige Netzrippengewölbe in Göttingen tragen. Die 1996 wieder freigelegte Seccomalereien im Gewölbe stammen aus der Zeit um 1470.
1499 erhielt die Kirche einen Doppelflügelaltar von Hans von Geismar.
1726 wurde der ursprüngliche, sanierungsbedürftige Turmhelm durch eine barocke glockenförmige Dachhaube (eine sog. welsche Haube) ersetzt.
Während des Siebenjährigen Krieges, im Jahr 1762, beschädigte eine Pulverturmexplosion das Gotteshaus. Mit dem Ende des Krieges wurde die Kirche saniert, dabei riss man die alte Sakristei an der Nordseite ab und die Kirche erhielt einen klassizistischen Kanzelaltar. Der Plan, die Apsis des Chores zu begradigen, wurde verworfen. Jedoch wurde der alte Flügelaltar verkauft.
Ab 1857 wurde die Kirche regotisiert. Dabei bekam sie eine neugotische Ausstattung, der die heutige Kanzel, drei Bleiglasfenster im Chor, das Gestühl und die Emporen entstammen. Auch wurde eine neue Sakristei an der Nordseite des Chores errichtet.
1907 erwarb das Städtische Museum die als verschollen geglaubten Bildtafeln des Altares von 1499 zurück. Sie kamen 1931 als dauerhafte Leihgabe in die Kirche und wurden in der heutigen Form aufgestellt.
Die letzte umfassende Sanierung der Kirche fand von 1994 bis 1996 statt. 2005 wurden 13 Fenster restauriert.

## Ausstattung

### Altar

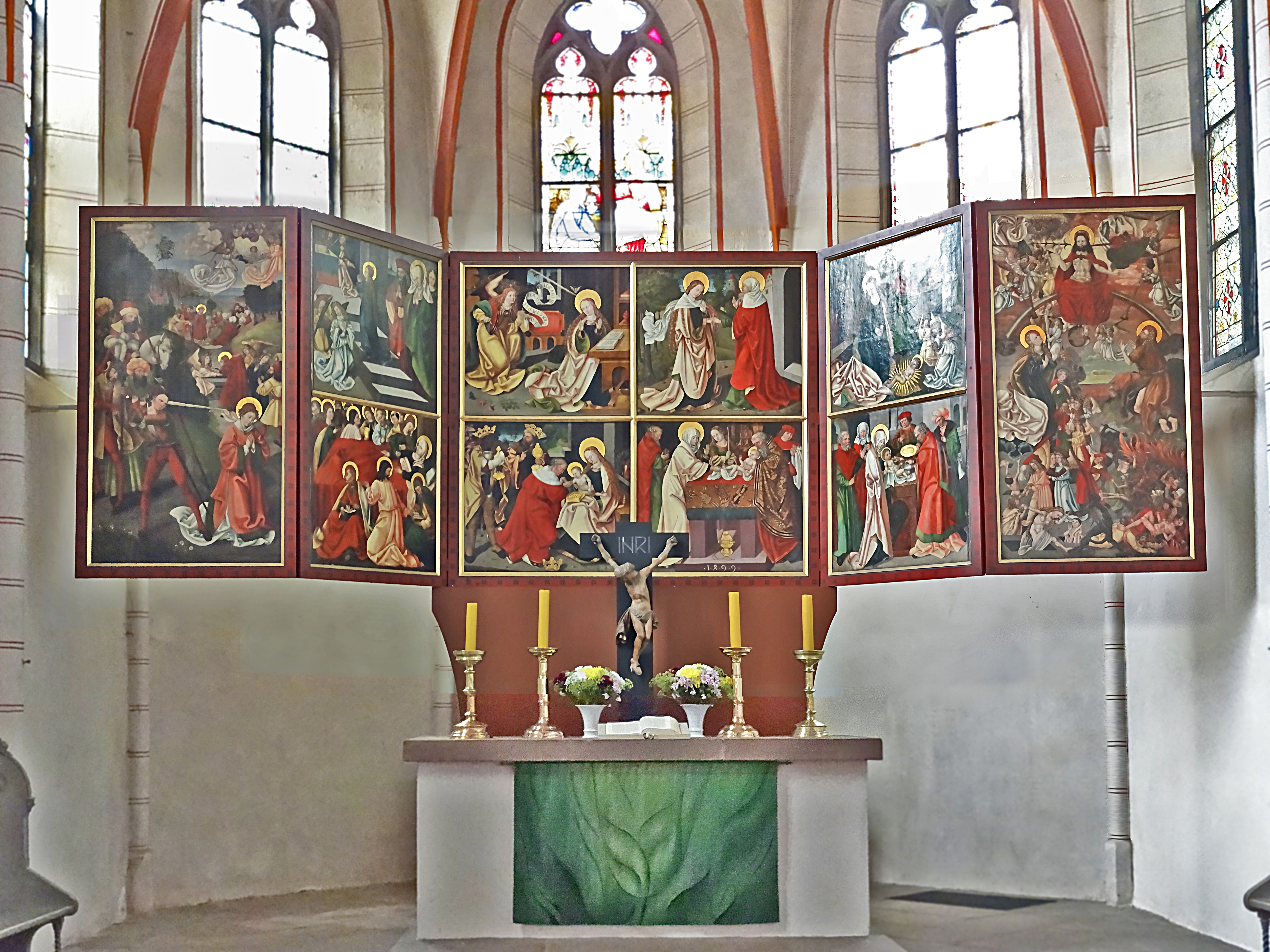
Flügelaltar des Hans von Geismar

Kostbarster Schatz der Kirche ist der Flügelaltar, der 1499 von Hans von Geismar erschaffen wurde. Die jetzigen Tafeln des Altars haben eine abenteuerliche Irrfahrt mitgemacht. 1857 wurde die Kirche renoviert und der restaurierungsbedürftige Altar für den Trödler bestimmt. Der Göttinger Student Hubert von Arnswald kaufte die Altartafeln für 1 Taler das Stück dem Küster ab. So gelangten sie teils auf das pommersche Familiengut der von Arnswaldt, teils ins Rostocker Museum. Die Figuren der ehemaligen Festtagsseite gingen verloren. 1907 konnten die bemalten Altartafeln für 1.000 Reichsmark von der Stadt Göttingen zurückgekauft werden. Sie kamen in das Städtische Museum. Erst 1931 sind die Altartafeln als Leihgabe des Museums wieder an den alten Platz in der Kirche zurückgekehrt. Die einzelnen Bildtafeln waren für den privaten Gebrauch voneinander getrennt und sogar in Längsrichtung gespalten worden, damit sie getrennt voneinander an Wänden aufgehängt werden konnten. Bei der Zusammenfügung der Tafeln zu einem Altaraufsatz wurden die Tafeln der ehemaligen Werktagsseite nicht wieder auf der Rückseite der äußeren Flügel der Sonntagsseite angeordnet, sondern leicht angewinkelt an deren Außenseite, sodass nun ein gleichzeitiger Anblick der ehemaligen Sonntags- und Werktagsseite möglich ist. Dadurch ist allerdings die Möglichkeit der Nutzung als Wandelaltar verloren gegangen. Beim Zusammensetzen wurden die Bilder der Beschneidung und des Marientodes vertauscht.
Die äußeren Tafeln, die früher die Werktagsseite bildeten, zeigen jeweils ein hochformatiges Gemälde: links das Martyrium des Heiligen Alban von Mainz, rechts das Jüngstes Gericht. Die Tafeln der ehemaligen Sonntagsseite zeigen in acht Bildern Szenen aus dem Marienleben. Von links nach rechts, sind in der oberen Reihe zu sehen: Marias Tempelgang, Mariä Verkündigung, Mariä Heimsuchung und die Geburt Christi. Die untere Reihe zeigt von links nach rechts: Tod der Maria (ursprünglich an dieser Stelle die Beschneidung Jesu), Anbetung der Könige, Darstellung des Herrn und die Beschneidung Jesu (ursprünglich an dieser Stelle der Marientod). Bei der Restaurierung des Altars 1961 entdeckte der Restaurator Kurt Manning auf der Altartafel Tod der Maria dreizehn trauernde Apostel. Der dreizehnte Apostel ohne Heiligenschein, der einem anderen über die Schulter guckt, ist höchstwahrscheinlich ein Selbstbildnis vom Schöpfer des Altars, Hans von Geismar.

### Weitere Ausstattung
Neben dem Altar beherbergt die Kirche noch ein Votivkreuz von 1342, das die älteste Inschrift der Stadt in deutscher Sprache trägt. Es wurde früher als Turmkreuz genutzt und später zur Sicherheit durch eine Replik ersetzt. Die Kanzel entstammt der Epoche der Neugotik und wurde vermutlich in den 1960er Jahren umgestaltet. Der Taufstein ist modern. Im Chor finden sich zudem drei reliefartig gestaltete und polychrom gefasste Schlusssteine. Sie zeigen von Westen nach Osten: Pelikan, Phönix und ein Agnus Dei mit Siegesfahne. Die Seccomalerei im Gewölbe zeigt vor allem Blumenmotive wie Lilien und Ranken aber auch andere Motive wie die Evangelistensymbole oder die Himmelfahrt des Kirchenpatrons Alban. In das Hauptschiffgewölbe sind zudem zwei sog. Heiliggeistlöcher eingefügt, aus denen zu Pfingsten eine plastische Heiliggeisttaube hinabgelassen wurde.

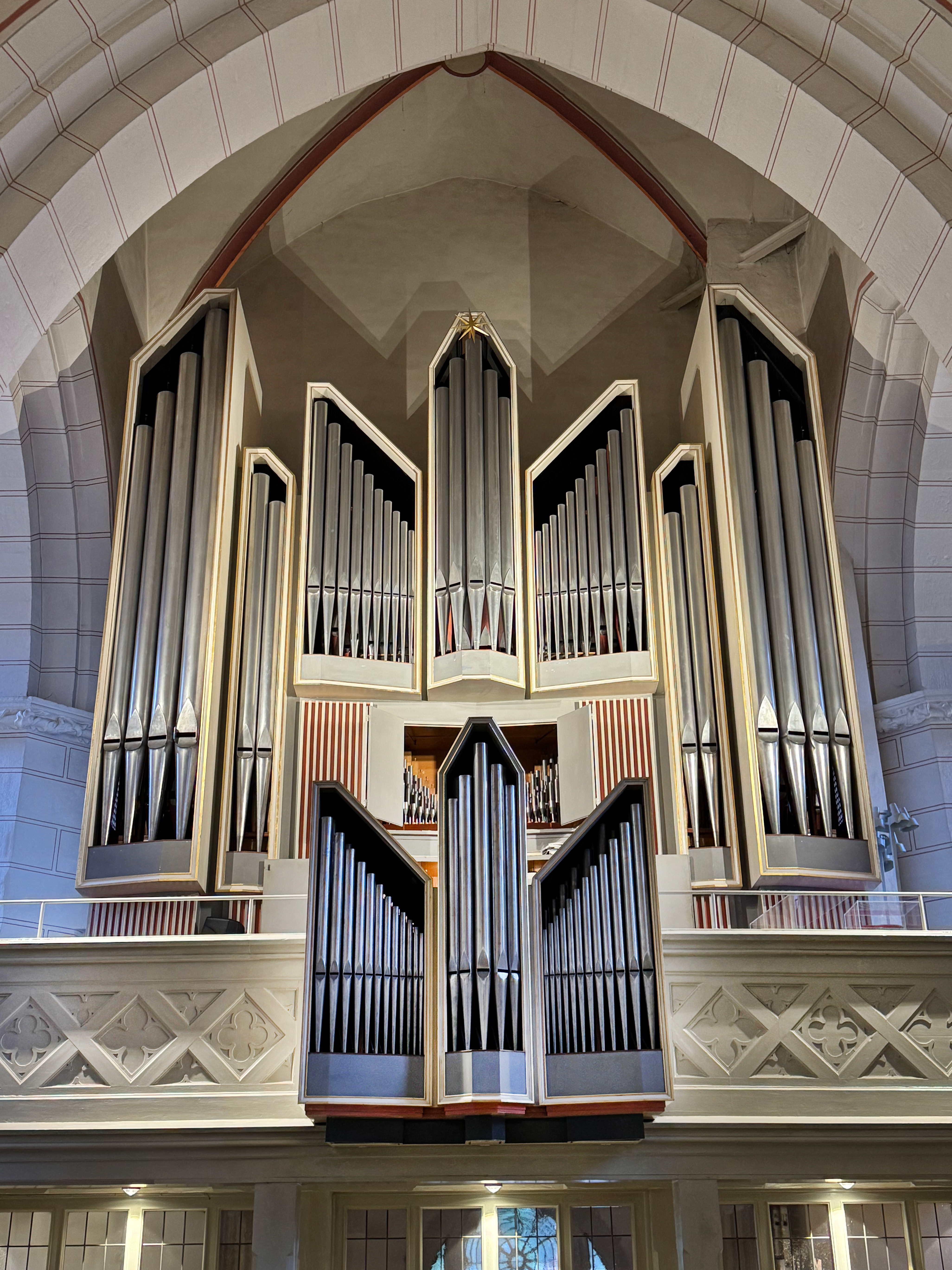
Prospekt der Ott-Orgel von 1964

### Orgel
Die Orgel wurde 1964 von Orgelbaumeister Paul Ott aus Göttingen erbaut. Sie verfügt über 36 Register, verteilt auf drei Manuale und Pedal. Die Spiel- und Registertrakturen sind mechanisch. 1990 führte der Ott-Schüler Rudolf Janke einen Renovierungsumbau durch.
Die Disposition lautet:
| I Rückpositiv C–g3 |       |
| Metallgedackt      | 08'   |
| Prinzipal          | 04'   |
| Rohrflöte          | 04'   |
| Gemshorn           | 02'   |
| Quinte             | 1 ⁄3' |
| Oktave             | 01'   |
| Sesquialtera II    |       |
| Scharff IV-V       |       |
| Rankett            | 16'   |
| Krummhorn          | 08'   |
| Tremulant          |       |

| II Hauptwerk C–g3 |       |
| Quintade          | 16'   |
| Prinzipal         | 08'   |
| Spillflöte        | 08'   |
| Oktave            | 04'   |
| Gedackt           | 04'   |
| Nasat             | 2 ⁄3' |
| Oktave            | 02'   |
| Mixtur V-VI       |       |
| Trompete          | 08′   |

| III Brustwerk C–g3        |        |
| Holzgedackt               | 08′    |
| Blockflöte                | 04′    |
| Prinzipal                 | 02′    |
| Terz                      | 1 3⁄5′ |
| Quinte                    | 1 ⁄3′  |
| Zimbel II                 |        |
| Vox humana                | 08′    |
| Tremulant (für HW und BW) |        |

| Pedal C–f1 |     |
| Prinzipal  | 16′ |
| Subbass    | 16′ |
| Oktave     | 08′ |
| Gedackt    | 08' |
| Oktave     | 04′ |
| Nachthorn  | 02′ |
| Mixtur V   |     |
| Posaune    | 16′ |
| Trompete   | 08′ |
| Clarine    | 04′ |

- Koppeln: I/II, III/II, I/P, II/P (als Fußtritte)
- Nebenregister: Cymbelstern
- Schwelltritt zum Öffnen und Schließen der Brustwerkstüren
- Stimmung: gleichschwebend
  - Tonhöhe: a1 = 445 Hz bei 16 °C

### Glocken
Bis 2017 umfasste das Geläut von St. Albani drei Glocken mit den Schlagtönen es1, f1 und as1. Diese wurden 1951 von der Firma Weule in Bockenem als Ersatz für die in den Weltkriegen eingeschmolzenen Bronzeglocken gegossen. Da die Gemeinde nicht genug Geld für neue Glocken aus Bronze hatte, konnten nur sog. Klanggussglocken angeschafft werden, welche in unbehandeltem Zustand mit der Zeit rosten und somit irgendwann nicht mehr funktionsfähig sind. Aus diesem Grund sollten das alte Geläut von St. Albani im Oktober 2017 durch vier Bronzeglocken mit den Schlagtönen b0, c1, es1 und g1 ersetzt werden, die im April desselben Jahres von der Gießerei Petit & Gebr. Edelbrock gegossen wurden. Ende September 2017 wurde bekannt, dass die beiden größeren der neuen Glocken erhebliche Gussfehler aufwiesen und deshalb neu gegossen werden mussten. Hierbei gelang nur der Neuguss der c1-Glocke; die b0 musste erneut eingeschmolzen werden. Beim dritten Versuch Ende 2018 gelang schließlich auch deren Guss. Die beiden kleineren Glocken wurden bereits zum Advent 2017 in den Turm gehoben und rufen seitdem zum Gottesdienst; im Mai 2019 folgten ihnen die beiden größeren.
Übersicht
| Glocke | Name           | Durchmesser | Gewicht | Schlagton | Aufschrift     |
| ------ | -------------- | ----------- | ------- | --------- | -------------- |
| 1      | Gnadenglocke   | 1742 mm     | 3379 kg | b0 +2     | Sola Gratia    |
| 2      | Christusglocke | 1536 mm     | 2302 kg | c1 +2     | Solus Christus |
| 3      | Betglocke      | 1281 mm     | 1351 kg | es1 +1    | Sola Scriptura |
| 4      | Taufglocke     | 1047 mm     | 0760 kg | g1 ±0     | Sola fide      |

## Vierkirchenblick
Die Stelle auf dem Marktplatz, von dem aus die Türme der vier Kirchen St. Albani, St. Jacobi, St. Johannis und St. Michael zu sehen sind, ist mit einer Bronzeplatte markiert und wird Vierkirchenblick genannt.